# Kościół Wszystkich Świętych w Jastrzębiu-Zdroju
Kościół Wszystkich Świętych w Jastrzębiu-Zdroju – zabytkowy, orientowany, barokowo-klasycystyczny kościół leżący na terenie Jastrzębia-Zdroju w sołectwie Szeroka, wzniesiony w latach 1796-1801.

## Historia i opis
Obecny kościół powstał na bazie istniejącego wcześniej drewnianego kościoła. Wykopanie fundamentów pod obecny murowany kościół miało miejsce w kwietniu 1796 roku, uroczystego poświęcenia kamienia węgielnego dokonano 21 kwietnia tego samego roku. Ceremonii dokonał inwestor budowy, ks. Ignacy Alojzy Skrzyszowski. Budowla została wzniesiona w ciągu trzech lat przez mistrza murarskiego Andreasa Langera z Braciszowa z dziesięcioma pracownikami. Gotowy murowany, choć jeszcze w stanie surowym kościół stanął w 1801 roku, poświęcenie go zaś miało miejsce 2 lata później.
Wiosną 1942 roku, żołnierze niemieccy zdjęli z kościoła wszystkie dzwony, w tym także pochodzący z 1520 r. Dzwon Ósmej Godziny, który przewieziono wpierw do Pszczyny, później do Hamburga, gdzie miał zostać przelany na cele wojskowe. Jednak zakłady zniszczono w trakcie alianckich nalotów dywanowych. Wojna się skończyła, a dzwon ocalał. Po latach ustalono, że ten ostatni dzwon bił w kaplicy Leonarda w niemieckim mieście Güglingen. W 2006 roku w Szerokiej powołano Komitet dla Odzyskania Dzwonu który wszedł w korespondencję z niemiecką parafią. W końcu, po 70 latach, zagrabiony dzwon powrócił do kościoła w Szerokiej 16 listopada 2012 roku.
Nawa kościoła zbudowana jest na planie prostokąta, prezbiterium węższe, zakończone apsydą. W części zachodniej znajduje się wieża zwieńczona hełmem cebulastym z ośmioboczną latarnią. Dach 2-spadowy. Wewnątrz zachowały się drzwi klepkowe z antabami, zamkami i okuciami pochodzące z 1800 roku, ambona z umieszczonym na jej szczycie pelikanem – symbolem Chrystusa, tabernakulum, późnobarokowy ołtarz główny z 1810 roku, a także obraz Wszystkich Świętych z Trójcą Świętą. Na chórze znajdują się organy ufundowane przez Wawrzyńca Stencla z 1785 roku, które wykonał organomistrz Antoni Staudinger.
Budynek został otoczony murowanym parkanem, na którym wzniesione zostały cztery stacje Drogi Krzyżowej. W parkanie ujęto wejściową bramę cmentarną, na której umieszczono napis w języku polskim "Tu jest Dom Boży i brama niebieska". Tuż przy bramie znajduje się kamienny krzyż ufundowany przez gminę szerocką w 1855 roku.